# Рождество (Гагаринский район)
Рождество — село в Гагаринском районе Смоленской области России. Входит в состав Никольского сельского поселения. Население — 3 жителя (2007). 
Расположена в северо-восточной части области в 11 км к югу от Гагарина, в 7 км южнее автодороги М1 «Беларусь», на берегу реки Большая Гжать. В 13 км севернее села расположена железнодорожная станция Гагарин на линии Москва — Минск. 

## История
В годы Великой Отечественной войны село было оккупировано гитлеровскими войсками в октябре 1941 года, освобождено в марте 1943 года.